# Пеліти

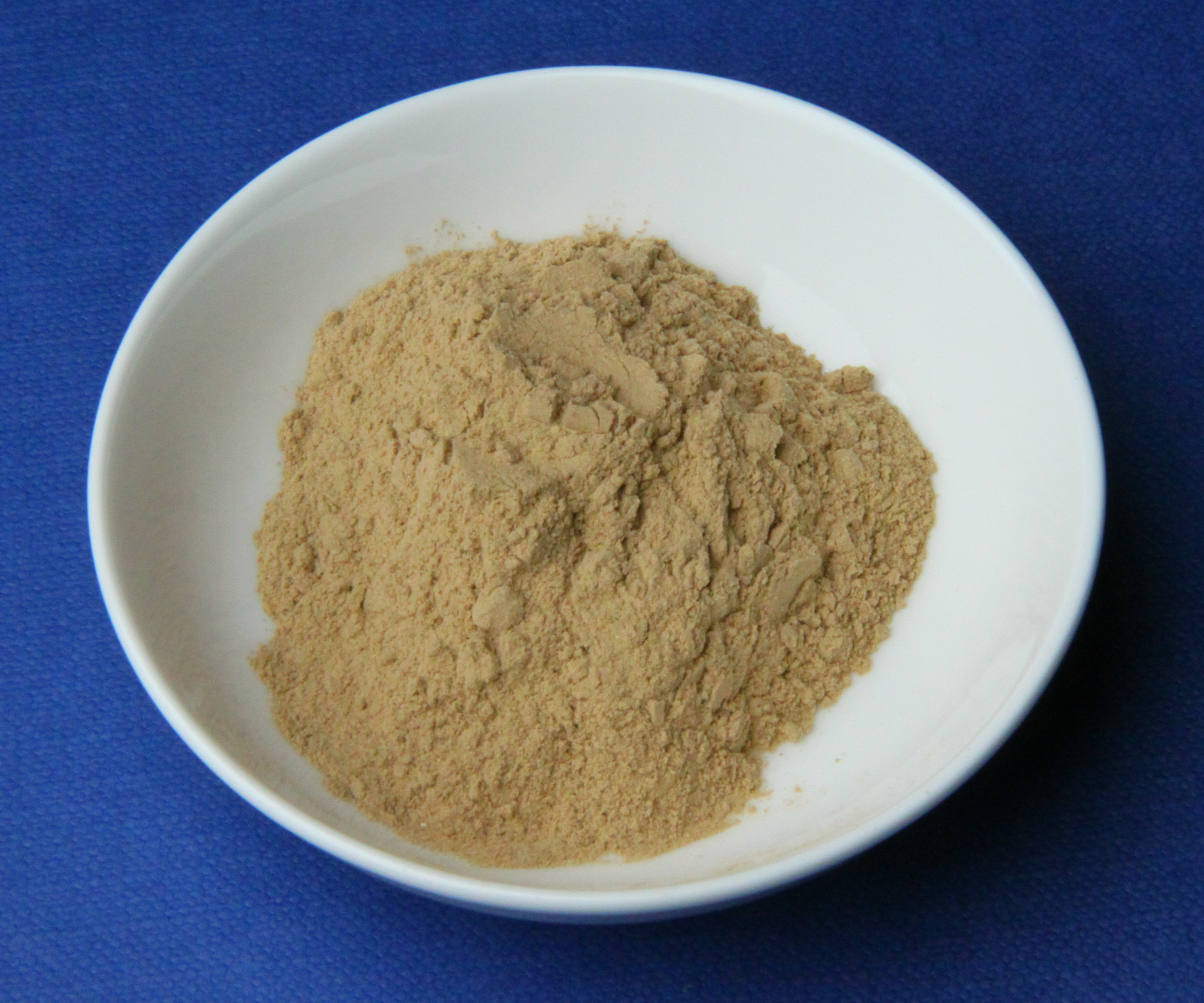
Глина у подрібненому вигляді.

Пеліти — загальна назва осадових гірських порід будь-якого складу і походження, складених частинками менше 0,001–0,005 мм (глини, аргіліти). У різних джерелах границі крупності частинок варіюють від 0,005 до 0,02 мм. Донні осади (мули) називають пелітами при розмірі частинок — 0,01 мм.
У разі метаморфізму пеліти отримують префікс мета-. Прикладами таких метапелітів є філіт і слюдяний сланець.
Як альтернатива схемі Пеліти/Псаміти/Псефіт для найменування осадових порід відповідно до розміру зерна використовуються терміни аргіліт/алевроліт/пісковик/конгломерат або брекчія.
Перше застосування терміна — у грецько-англійському словнику 1843 р. за редакцією британського філолога і лексикографа Генрі Джордж Лідделла (1811—1898), британського філолога Роберт Скотта (1811—1887) та ін.
Назва — від дав.-гр. πηλός «глина».